# Petr Melcher
Petr Melcher (* 12. srpna 1973) je bývalý český fotbalový záložník. Na vrcholové úrovni se věnoval též futsalu. Bydlí v Kuřimi.

## Hráčská kariéra
Byl v brněnském širším kádru v sezoně 1995/96, v nejvyšší soutěži však nastoupil až 21. února 1998 za Příbram proti Baníku Ostrava (prohra 1:5).
Druhou nejvyšší soutěž hrál za Znojmo, Uherské Hradiště a Třinec. Od léta 1998 působí v nižších soutěžích v Rakousku.

### Evropské poháry
V sobotu 15. července 1995 nastoupil za Boby Brno v utkání Poháru Intertoto na hřišti rumunského klubu Ceahlăul Piatra Neamț (prohra 0:2).

## Ligová bilance
| Ročník                  | Zápasy | Góly | Minuty | Klub                |
| ----------------------- | ------ | ---- | ------ | ------------------- |
| MSFL 1993/94            | –      | 0    | –      | FC Boby Brno „B“    |
| II. liga 1993/94        | –      | 0    | –      | SKPP Znojmo         |
| MSFL 1994/95            | –      | 0    | –      | FC Boby Brno „B“    |
| II. liga 1994/95        | 5      | 0    | –      | Uherské Hradiště    |
| MSFL 1995/96            | –      | 5    | –      | FC Boby Brno „B“    |
| II. liga 1996/97        | 26     | 1    | –      | SK Železárny Třinec |
| II. liga 1997/98        | 12     | 0    | –      | SK Železárny Třinec |
| I. liga 1997/98         | 1      | 0    | 10     | FC Dukla            |
| CELKEM I. LIGA          | 1      | 0    | 10     |                     |
| CELKEM II. LIGA         | –      | 1    | –      |                     |
| CELKEM III. LIGA – MSFL | –      | 5    | –      |                     |

## Futsal
Na vrcholové úrovni se věnoval též futsalu. V nejvyšší soutěži ČR hrál za Helas Brno, ve třech sezonách si připsal 9 startů, v nichž vstřelil 10 branek. Ve druhé nejvyšší soutěži nastoupil k jednomu utkání za klub Kormidlo Brno, aniž by skóroval.